# Surinaamse Postspaarbank
De Surinaamse Postspaarbank NV (SPSB) is een Surinaamse bank. De bank is voor honderd procent eigendom van de Surinaamse overheid.

## Doelgroep
De bank richt zich vooral op spaarproducten, zoals spaarbankboekjes, schoolsparen, spaarrekeningen, studentenrekeningen en beleggingen. De bank bezoekt scholen in heel Suriname om sparen bij kinderen onder de aandacht te brengen. De spaartegoeden worden in geval van een faillissement voor honderd procent gedekt door de Surinaamse overheid.

## Geschiedenis
De voorloper van de Surinaamse Postspaarbank was de Koloniale Spaarbank. Deze trad op 1 januari 1880 in werking en het besluit ertoe werd genomen door gouverneur Van Sypesteyn in een resolutie van 13 augustus 1879.
De naam werd op 28 oktober 1903 gewijzigd in Koloniale Postspaarbank. De resolutie hiervoor werd door gouverneur Brons getekend op 13 september 1946. De bank werd beheerd door de Dienst der Posterijen die in hetzelfde gebouw gevestigd was als de bank. Beide instellingen werden geleid door dezelfde directeur.
Daarna werd deze bank op 13 september 1946 opgevolgd door de Surinaamse Postspaarbank. Deze naam heeft ze ook gehouden sinds het Statuut voor het Koninkrijk der Nederlanden van 1954 en de Surinaamse onafhankelijkheid in 1975. Het hoofdkantoor is gevestigd aan de Knuffelsgracht.
Centrale Bank van Suriname ·
Finabank ·
Godo ·
Hakrinbank ·
Landbouwbank ·
Nationale Ontwikkelingsbank ·
Surinaamse Postspaarbank ·
Republic Bank ·
Surichange Bank ·
De Surinaamsche Bank ·
Trustbank Amanah ·
Volkscredietbank